# Kiribatische Beachhandball-Nationalmannschaft der Männer
Die kiribatische Beachhandball-Nationalmannschaft der Männer repräsentiert den kiribatischen Handball-Verband als Auswahlmannschaft auf internationaler Ebene bei Länderspielen im Beachhandball gegen Mannschaften anderer nationaler Verbände.
Das weibliche Pendant ist die Kiribatische Beachhandball-Nationalmannschaft der Frauen.

## Geschichte
Handball hat in Ozeanien keine große Tradition, abgesehen von den beiden größeren Nationen Australien und Neuseeland wird er vor allem noch in kulturell französisch beeinflussten Regionen wie Neukaledonien gespielt. Somit brauchte Beachhandball in der Region einige Zeit um überhaupt bekannt zu werden, obwohl die Natur des Sports als Strandsport eigentlich prädestiniert für eine Verbreitung auf den vielen Inseln ist. Die Entwicklung des Sports verläuft vergleichsweise schnell, seit 2017 bestehen Nachwuchsnationalteams und im Juni des Jahres fand auf der Insel ein erstes internationales Turnier statt. Die erstmals 2013 ins Leben gerufenen Ozeanienmeisterschaften wurden zunächst wie die beiden folgenden nur zwischen Australien und Neuseeland ausgetragen. Erst bei der vierten Austragung 2019 gaben die Cookinseln, Amerikanisch-Samoa und Kiribati hier ihr internationales Debüt. Als einzige der Mannschaften verlor Kiribati alle vier Spiele, verpasste damit die Platzierungsspiele und belegten den fünften und damit letzten Platz. Einzig gegen Amerikanisch-Samoa gelang ein Satzgewinn und damit das Erreichen des Shootouts. Weitere internationale Turniere fanden seitdem aufgrund der COVID-19-Pandemie nicht statt.

## Teilnahmen
| World Games - 2001: nicht eingeladen - 2005: nicht eingeladen - 2009: nicht eingeladen - 2013: nicht qualifiziert - 2017: nicht qualifiziert - 2022: nicht qualifiziert World Beach Games - 2019: nicht qualifiziert - 2023: | Weltmeisterschaften - 2001: keine Teilnahme - 2004: keine Teilnahme - 2006: keine Teilnahme - 2008: keine Teilnahme - 2010: keine Teilnahme - 2012: keine Teilnahme - 2014: keine Teilnahme - 2016: keine Teilnahme - 2018: keine Teilnahme - 2020: nicht qualifiziert - 2022: nicht qualifiziert | Ozeanienmeisterschaften - 2013: keine Teilnahme - 2016: keine Teilnahme - 2018: keine Teilnahme - 2019: 5. - 2020: ausgefallen - 2022: keine Teilnahme - 2023: keine Teilnahme |